# Melis di Ardagh
Melis di Ardagh, o anche Mel (Irlanda, ... – 6 febbraio 488), fu un sacerdote missionario e vescovo irlandese; è venerato come santo dalla Chiesa cattolica.

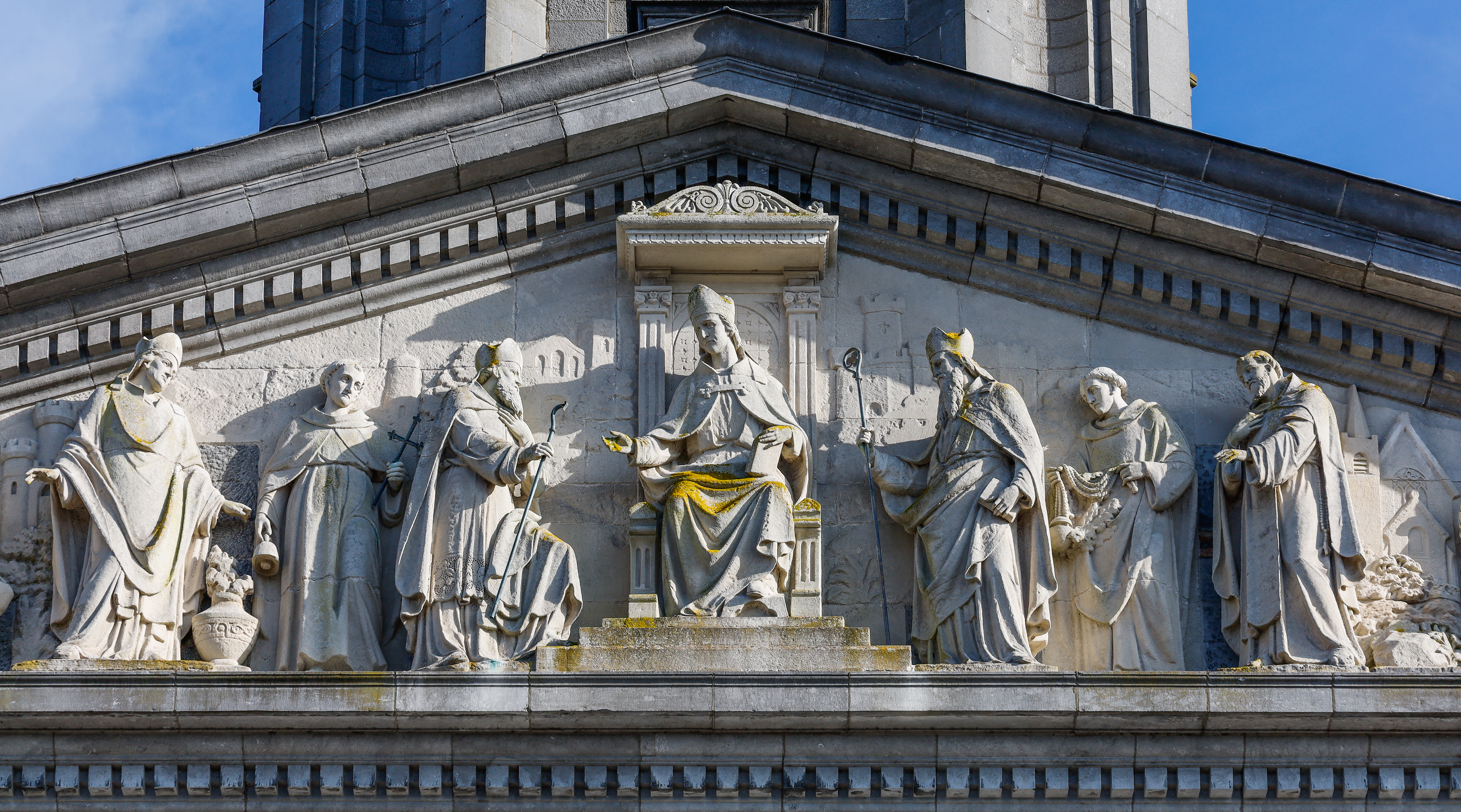
La scultura raffigura San Mel al centro sulla sua cattedra dopo la sua consacrazione di San Patrizio come vescovo fondatore di Ardagh

Fu il fondatore della Diocesi di Ardagh, nella contea di Longford, in Irlanda.

## Biografia

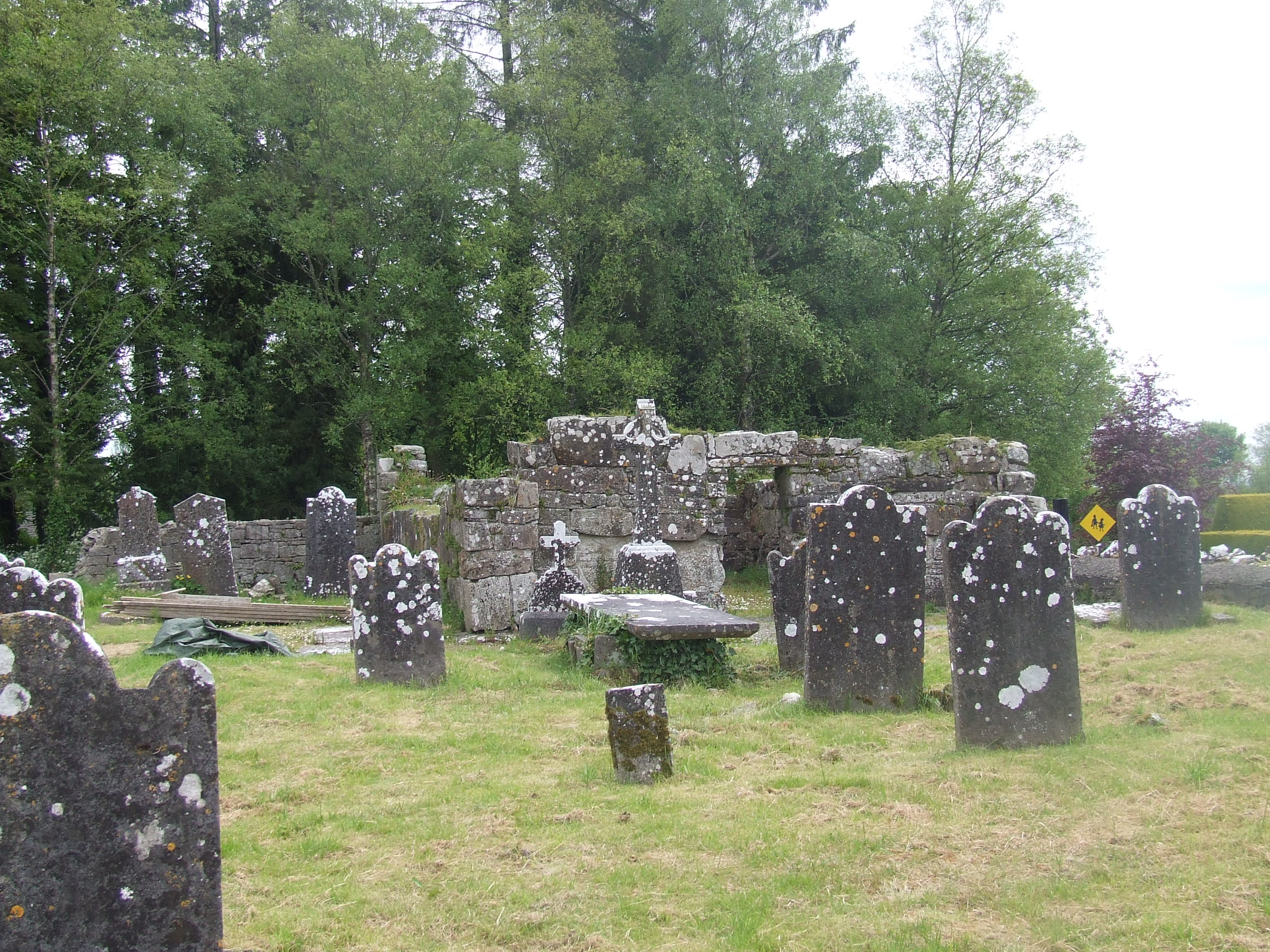
Rovine della chiesa di San Melis, Ardagh, County Longford.

Come molti santi antichi, non si ha una biografia dettagliata. Si pensa sia figlio di Conis e Darerca, sorella di San Patrizio, che accompagnò il fratello in Irlanda per iniziare la sua opera di evangelizzazione. Mel divenne missionario molto giovane e San Patrizio gli affidò una chiesa che costruì ad Ardagh, in seguito Mel vi costruì un monastero. Divenne poi sacerdote e venne consacrato vescovo di Ardagh. Fu anche il vescovo che mise il velo a Santa Brigida.
È patrono di Ardagh e della sua diocesi, e in sua memoria venne dato il suo nome alla cattedrale di Longford e alla principale scuola diocesana di Longford
Si dice che fosse molto generoso e dava sempre quanto poteva ai poveri tenendo per sé il minimo indispensabile. Mel viveva con sua zia Lupait, e si diffuse un pettegolezzo secondo il quale ci sarebbe stato un rapporto tra i due, tanto che lo stesso Patrizio si mise ad indagare, ma Mel e sua zia erano molto pii ed entrambi pregarono per ricevere un miracolo: una leggenda dice che quando Patrizio andò a parlare con Mel riguardo alla vicenda, Mel stava arando e dal terreno saltò fuori un pesce vivo; mentre Lupait per provare la sua innocenza ha trasportato carbone ardente senza bruciare né lei né i suoi vestiti. Patrizio rimase così soddisfatto e non dubitò più di suo nipote.

## Il nome
L'attore Mel Gibson prese il nome da questo santo perché sua madre era originaria di Longford e devota al suo patrono.